# Foltos ujjaskosbor
A foltos ujjaskosbor (Dactylorhiza maculata) a kosborfélék családjába tartozó, Európában és a környékén elterjedt védett növényfaj.

## Elnevezése
Magyar neve megfelel tudományos elnevezésének. A daktülorhiza ujjas gyökerűt jelent görögül, a latin maculata jelentése pedig foltos. Eredetileg Linné nevezte el Orchis maculatá-nak 1753-ban; ma elfogadott nevét Soó Rezső adta 1962-ben.

## Megjelenése

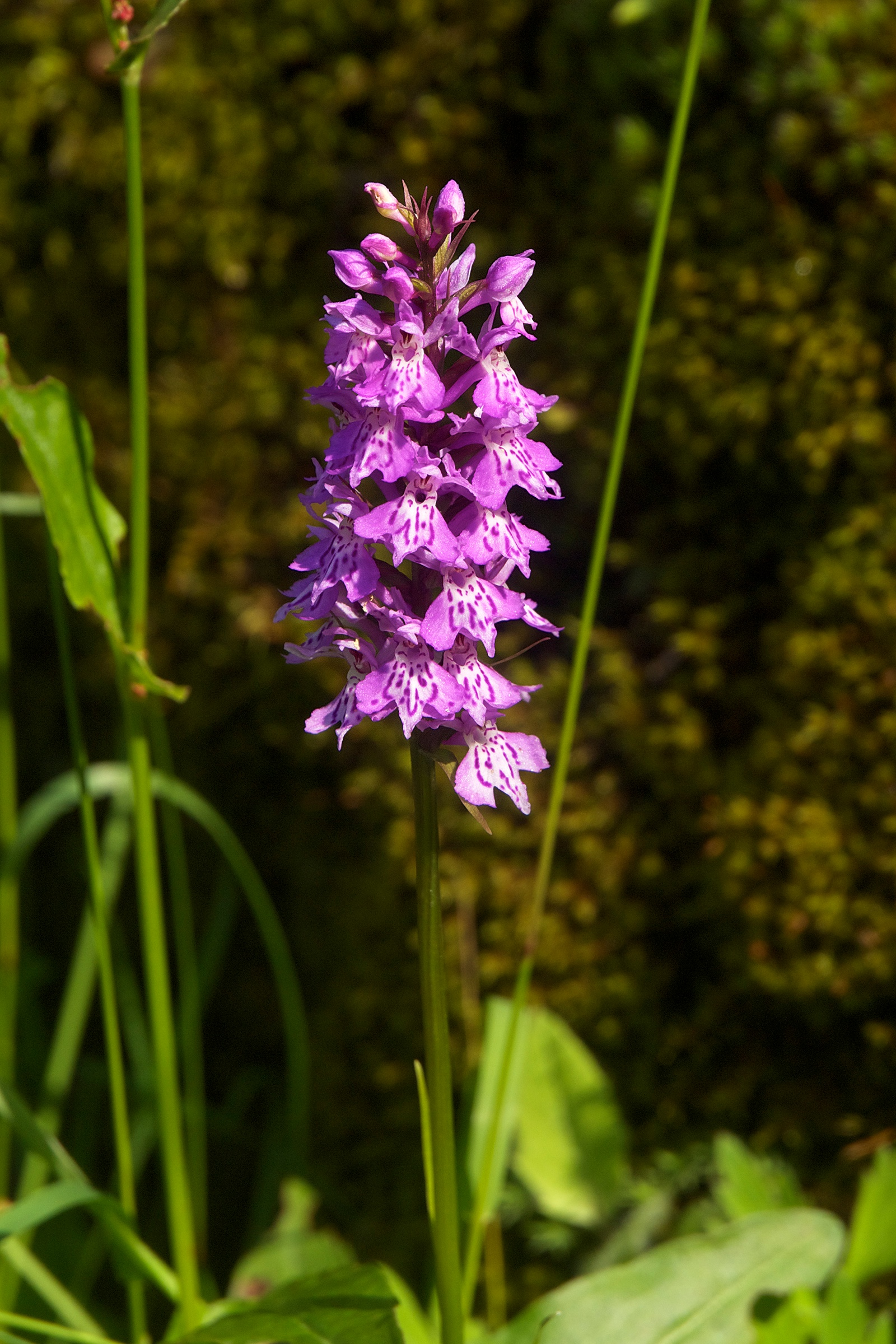

A foltos ujjaskosbor 15–45 cm magas, lágyszárú, évelő növény. A föld alatt két lapos, a végükön kézujjakra emlékeztető módon szétváló gumója található. Az egyik gumó az aktuális szár és levelek táplálását szolgálja, míg a másik a következő évi föld feletti rész növesztéséhez gyűjti a tápanyagokat. A levelek tompa vagy kihegyezett végűek, ép szélűek, megnyúlt lándzsásak; hosszuk 4–12 cm, szélességük 1–3 cm. Felső oldalán sötétbarna-feketés vagy vörösbarna, szabálytalan-ellipszis formájú foltok tarkítják, erről kapta a nevét a növény. Ritkán előfordul folt nélküli példány is.
Május júniusban virágzik. A virágzat szára egyenesen felálló, hengeres, sima, nem ágazik el. A virágzat 5–15 cm hosszú, tömött, hengeres buga. A kétivarú virágok változatos színűek lehetnek, a fehértől a rózsaszínen át a liláig terjedhet színezetük. A mézajak feltűnő, kiszélesedő, háromkaréjú: a középső karéj kisebb vagy legalábbis olyan méretű, mint a két szélső. Rajta sötétebb vonalakból álló rajzolat látható. A virágnak van sarkantyúja, ami lefelé áll. A beporzást méhek, poszméhek végzik.
Termése toktermés.
Hasonló faj az erdei ujjaskosbor (Dactylorhiza fuchsii). A Kőszegi-hegységben megfigyelték a széleslevelű ujjaskosborral (Dactylorhiza majalis) alkotott hibridjét (Dactylorhiza x braunii).

## Elterjedése és termőhelye
Széles elterjedésű faj. Elsősorban Európában él Izlandtól és Portugáliától egészen Nyugat-Szibériáig, de megtalálható Észak-Afrikában is. Magyarországon az Északi-középhegységben, a Zempléni-hegységben és a Nyugat-Dunántúlon a Kőszegi-hegységben fordul elő.
Magyarországon védett, természetvédelmi értéke 10 000 Ft.
Lápréteken, kaszálókon, üde lomb-és fenyőerdőkben fordul elő 2200 méteres magasságig. Általában fénykedvelő, de az erdők aljnövényzetében, patakpartokon is megtalálható. A talaj mésztartalmára nem érzékeny.

## Alfajai
1. Dactylorhiza maculata subsp. maculata (L.) Soó - szinte teljes elterjedési területén
2. Dactylorhiza maculata subsp. battandieri (Raynaud) H.Baumann & Künkele (1988) - Algéria
3. Dactylorhiza maculata subsp. caramulensis Verm. (1970)  - Franciaország, Spanyolország, Portugália
4. Dactylorhiza maculata subsp. elodes (Griseb.) Soó (1962) - Európa nagy része Portugáliától és Izlandtól Oroszország európai részéig
5. Dactylorhiza maculata subsp. ericetorum (E.F.Linton) P.F.Hunt & Summerh. (1965) - Brit-szigetek, Svédország, Németország, Franciaország, Hollandia, Belgium, Spanyolország
6. Dactylorhiza maculata subsp. islandica (Á.Löve & D.Löve) Soó (1962)  - Izland
7. Dactylorhiza maculata subsp. podesta (Landwehr) Kreutz in C.A.J.Kreutz & H.Dekker (2000)  - Hollandia
8. Dactylorhiza maculata subsp. savogiensis (D.Tyteca & Gathoye) Kreutz (2004) - Franciaország, Spanyolország, Olaszország
9. Dactylorhiza maculata subsp. schurii (Klinge) Soó (1967) - Románia, Ukrajna
10. Dactylorhiza maculata subsp. transsilvanica (Schur) Soó (1962) - Magyarország, Bulgária, Románia, Szerbia, Ukrajna, Csehország

## Képek

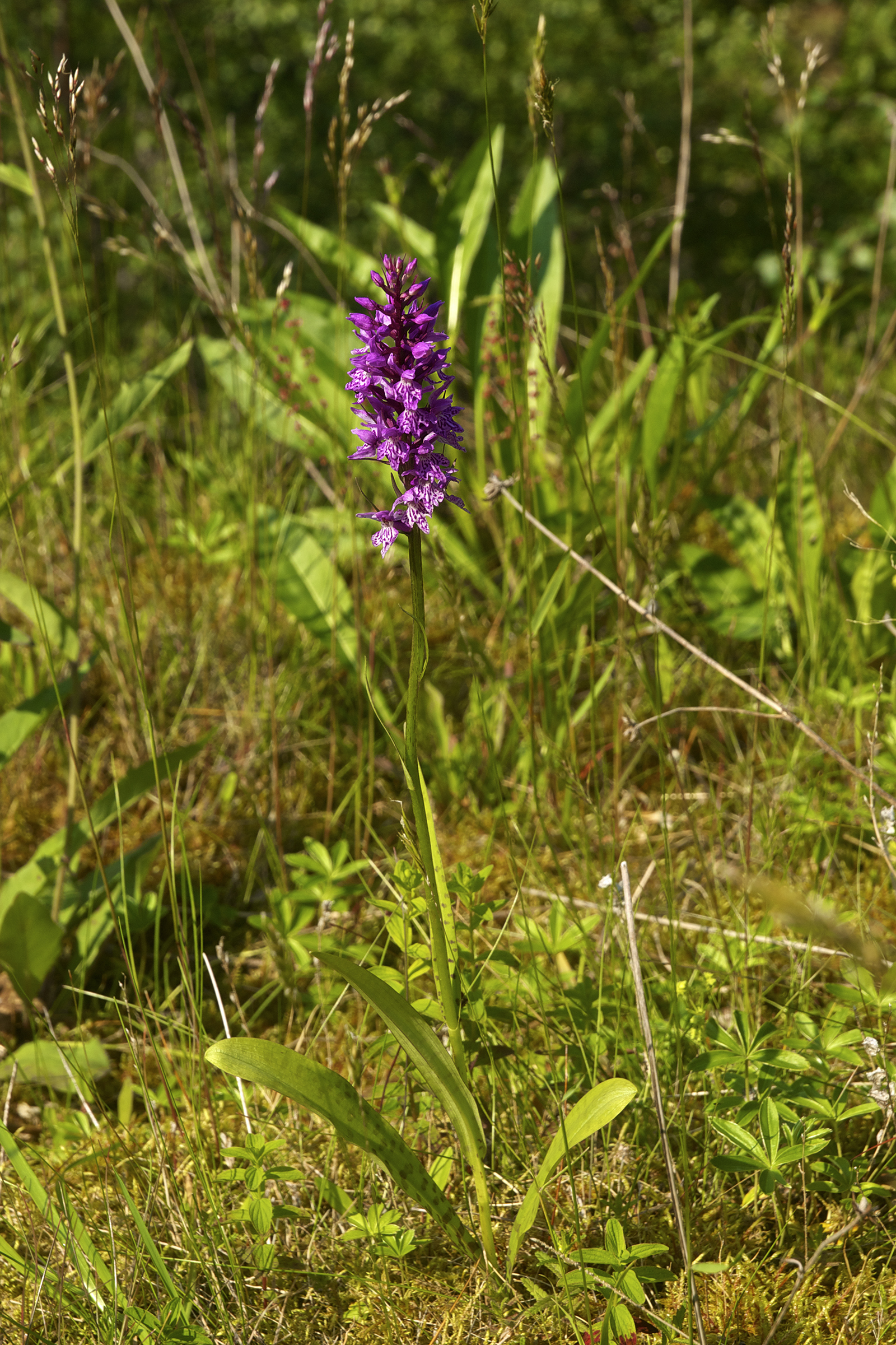
Virágzó kosbor
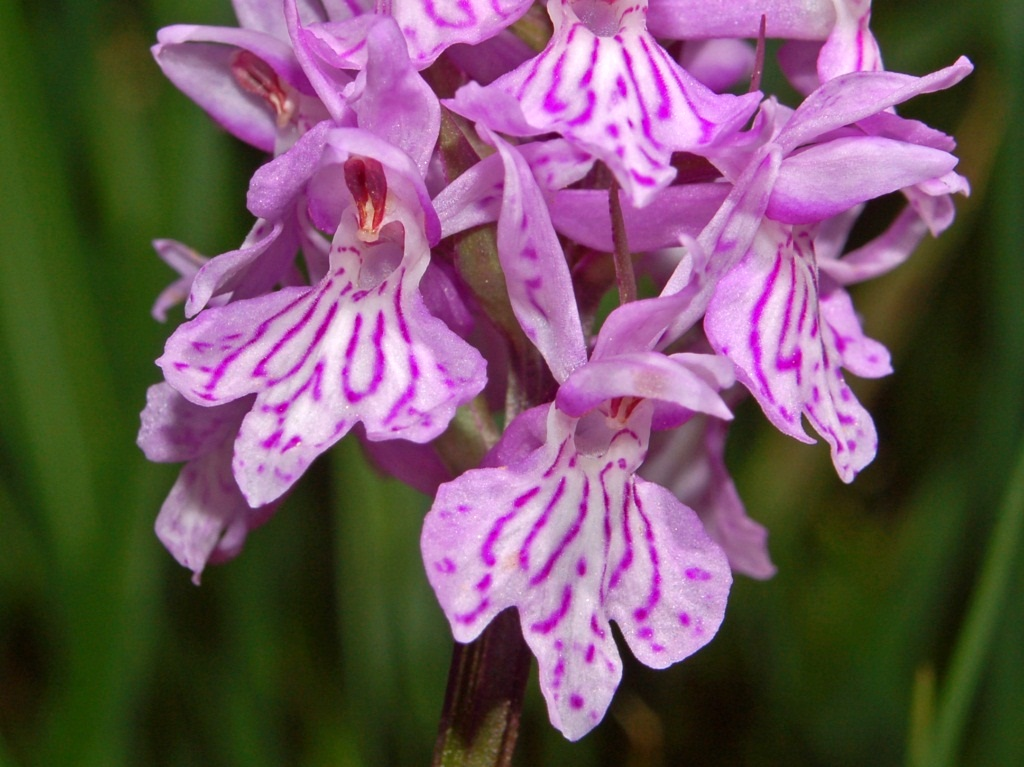
Virágai
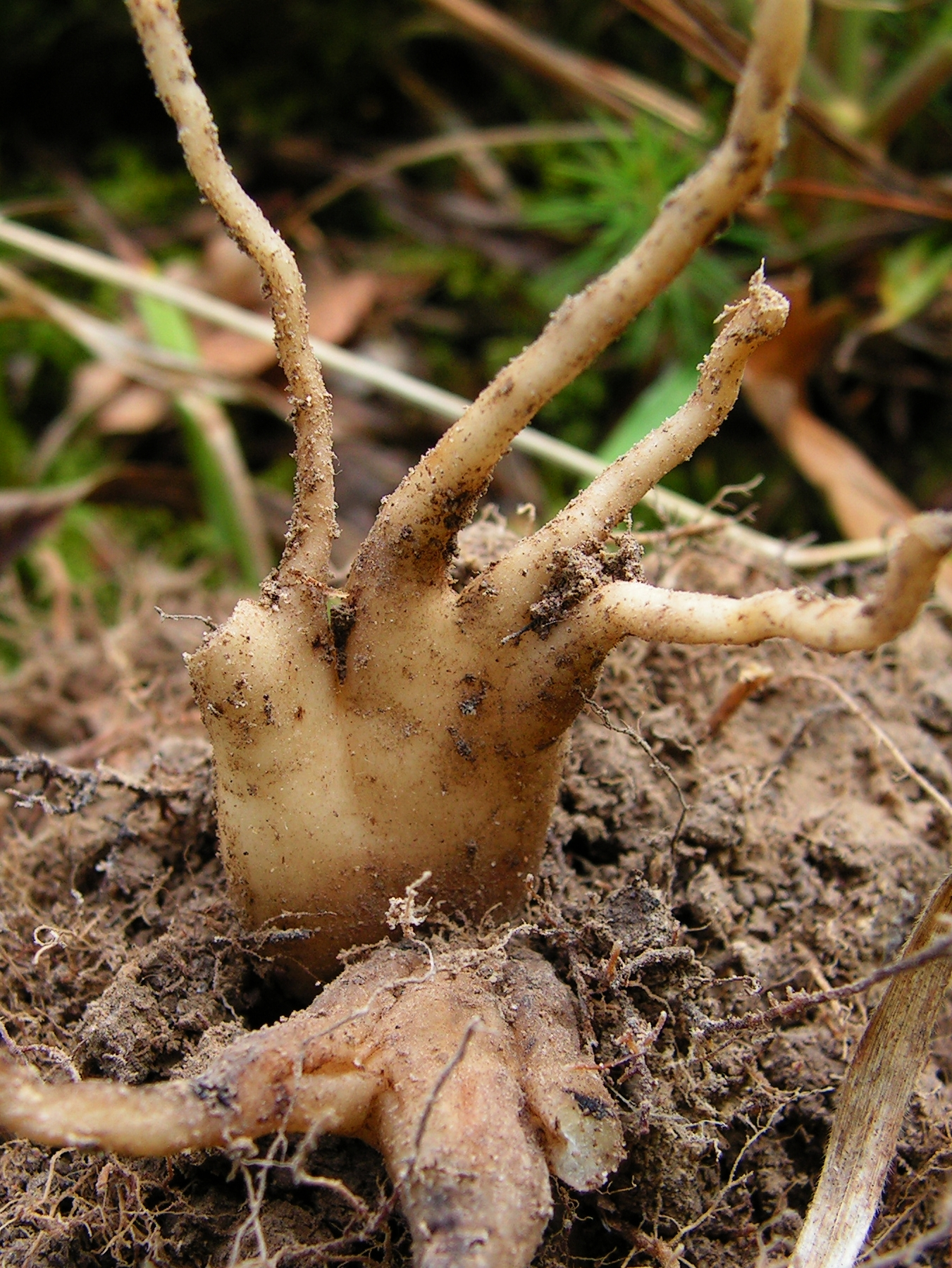
Gumója
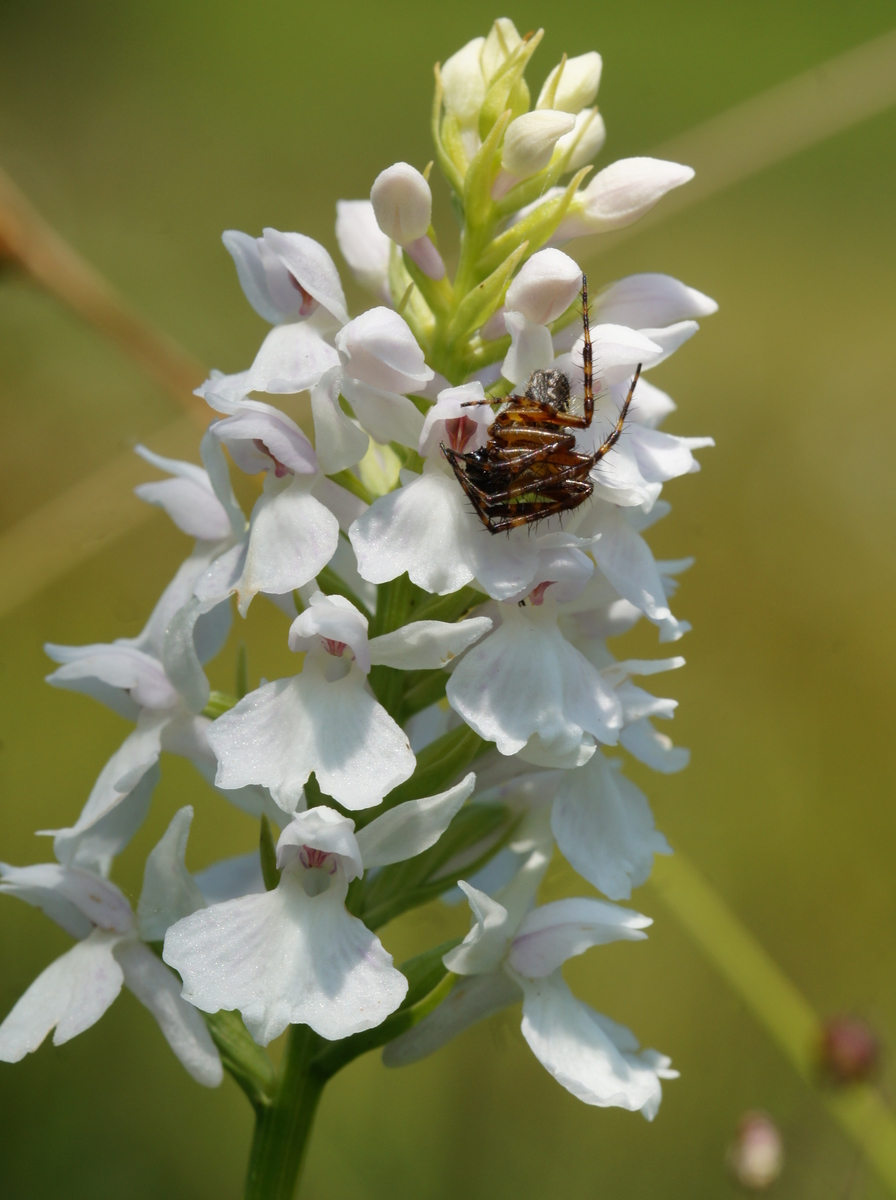
Erdélyi alfaja
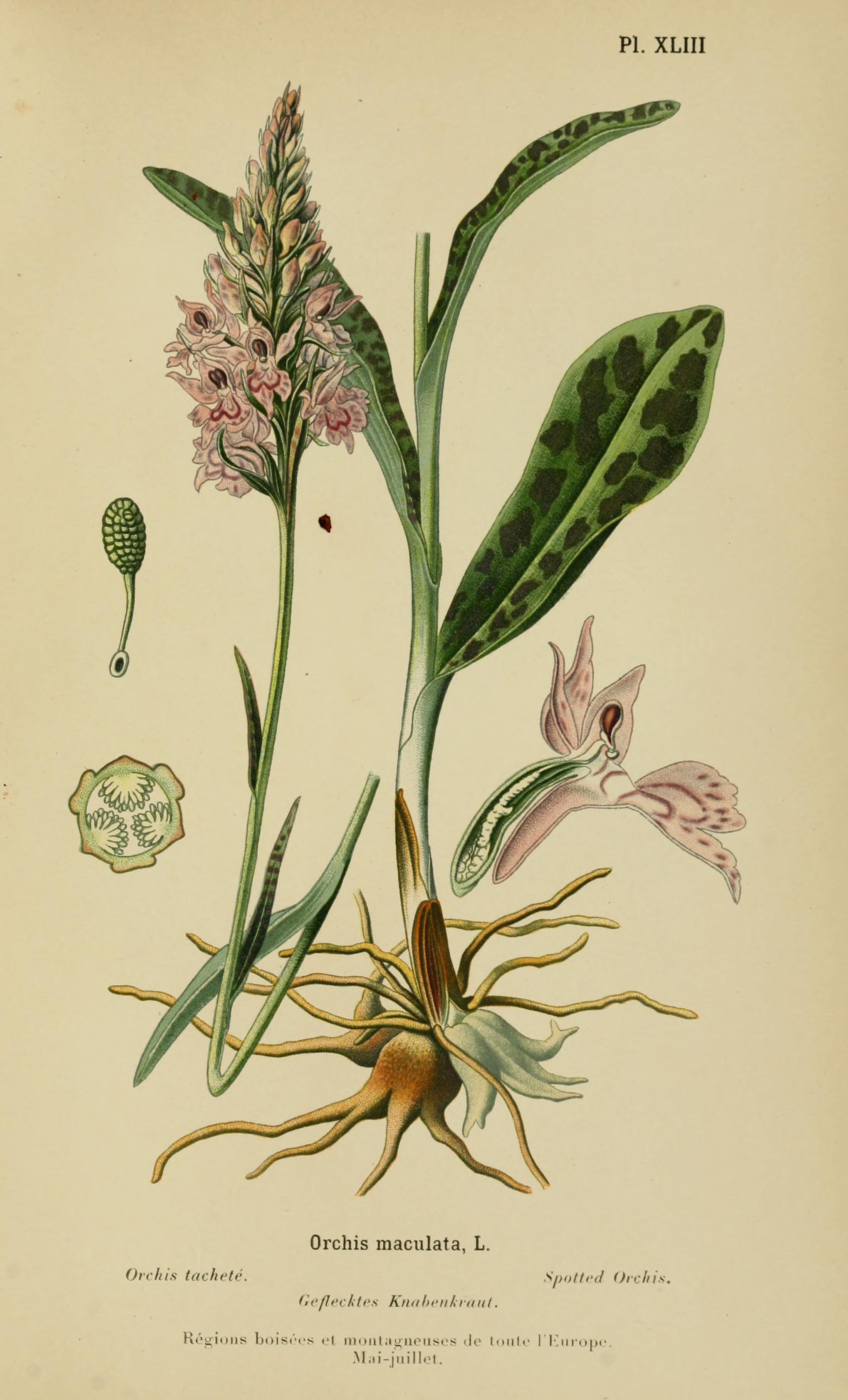
Foltos ujjaskosbor az 1899-es Album des orchidées de l'Europe centrale et septentrionale-ban

## Fordítás
- Ez a szócikk részben vagy egészben  a   Dactylorhiza maculata című angol Wikipédia-szócikk ezen változatának fordításán alapul.  Az eredeti cikk szerkesztőit annak laptörténete sorolja fel. Ez a jelzés csupán a megfogalmazás eredetét és a szerzői jogokat jelzi, nem szolgál a cikkben szereplő információk forrásmegjelöléseként.